# Großer Preis von Deutschland 2001
Der Große Preis von Deutschland 2001 (offiziell Grosser Mobil 1 Preis von Deutschland 2001) fand am 29. Juli auf dem Hockenheimring in Hockenheim statt und war das zwölfte Rennen der Formel-1-Weltmeisterschaft 2001.

## Berichte

### Hintergrund
Nach dem Großen Preis von Großbritannien führte Michael Schumacher in der Fahrerwertung mit 37 Punkten vor David Coulthard und mit 50 Punkten vor Rubens Barrichello. In der Konstrukteurswertung führte Ferrari mit 52 Punkten vor McLaren-Mercedes und mit 72 Punkten vor Williams-BMW.
Vor dem Rennwochenende gab es einen Fahrerwechsel: Heinz-Harald Frentzen wurde von Jordan aus Kostengründen entlassen und durch Ricardo Zonta ersetzt.
Es war das letzte Formel-1-Rennen, das auf dem „alten“ Hockenheimring ausgetragen wurde, ehe die Strecke ab 2002 durch eine verkürzte Variante ersetzt wurde.
Mit Michael Schumacher, Barrichello, Mika Häkkinen und Eddie Irvine (jeweils einmal) traten vier ehemalige Sieger zu diesem Grand Prix an.

### Training

#### Freitagstraining
Im ersten freien Training fuhr Irvine die schnellste Runde. Ihm folgten Juan Pablo Montoya und Häkkinen.

#### Samstagstraining
Im zweiten freien Training fuhr Ralf Schumacher die schnellste Zeit, gefolgt von Montoya und Michael Schumacher.

### Qualifying
Im Qualifying fuhren erneut die Williams-Piloten die schnellsten Zeiten, diesmal in umgekehrter Reihenfolge. Es war Montoyas erste Pole-Position seiner Formel-1-Karriere und ebenso die erste eines Fahrers aus Kolumbien. Hinter Ralf Schumacher war Häkkinen Drittschnellster.

### Warm-Up
Auch im Warm-Up waren die Williams-Fahrer ganz vorne. Ralf Schumacher fuhr dabei schneller als Montoya, gefolgt von Coulthard.

### Rennen
Vor dem Start hatten die Minardi Probleme mit ihrem Auto, bei Tarso Marques war der Benzindruck zu niedrig, zudem rauchte der Motor stark. Dadurch mussten Fernando Alonso und Marques aus der Boxengasse starten, was angesichts des Startes kein Nachteil mehr war.

#### Erster Start
Beim Start ins Rennen beschleunigte Michael Schumachers Ferrari nicht gut und wurde von mehreren Fahrern überholt. Luciano Burti war nicht mehr in der Lage, dem Ferrari auszuweichen und fuhr ihm ins Heck. Burtis Prost stieg daraufhin auf und überschlug sich. Bei der Landung traf er Enrique Bernoldis Arrows und kam erst bei der Streckenbegrenzung zum Stehen. Dabei löste sich ein Reifen Burtis und schlug am Arrows, wenige Zentimeter neben Bernoldis Helm, auf. Der Vorgang erinnerte stark an den tödlichen Unfall von Markus Höttinger, der genau an derselben Stelle bei einem Formel-2-Rennen 21 Jahre zuvor durch ein herumfliegendes Rad, welches sich ebenfalls durch einen Auffahrunfall löste, erschlagen wurde. An Schumachers Ferrari wurde die rechte hintere Radaufhängung beschädigt, außerdem verlor er den Heckflügel. Das Rennen wurde aufgrund dieses Unfalls abgebrochen und später mit unveränderter Rundenzahl neu gestartet. 
Indes verletzte sich bei Arbeiten ein Jaguar-Mitarbeiter leicht und musste von Ersthelfern versorgt werden.

#### Zweiter Start
Da in dieser Saison Ersatzfahrzeuge erlaubt waren, nahmen Burti und Schumacher auch bei diesem Start teil. Die beim ersten Start aus der Boxengasse starteten Marques und Alonso konnten nun ihre ursprüngliche Startpositionen einnehmen.
Beim zweiten Start kamen alle Fahrer gut weg. Montoya verteidigte seine Führung und blieb vor seinem Teamkollegen. Auf Position drei sortierte sich Michael Schumacher ein. Im Mittelfeld kam es zu einer Kollision zwischen Nick Heidfeld und Pedro de la Rosa, wodurch beide Fahrer ausschieden. de la Rosa hatte sich bei der Anfahrt auf die erste Schikane verbremst und fuhr Heidfeld in seinen Boliden. In der ersten Runde kämpften Barrichello und Coulthard indes um Position fünf, Barrichello konnte sich durchsetzen.
Nach der ersten Runde führte Montoya vor Ralf und Michael Schumacher, Häkkinen, Barrichello und Coulthard.
Barrichello fuhr schneller als Häkkinen und war am Ende der zweiten Runde dicht an den McLaren-Piloten herangefahren. In der dritten Runde überholte Barrichello ihn auf der Außenbahn und war neuer Vierter. Indes zog sich das Feld an der Spitze auseinander, lediglich Barrichello schloss auf Michael Schumacher auf und überholte ihn kurz darauf kampflos. Dahinter gab es einige Positionskämpfe. Ricardo Zonta kollidierte mit dem Fahrzeug von Jos Verstappen und verlor den Frontflügel, Verstappen erlitt einen Reifenschaden. Beide mussten anschließend zum Boxenstopp, Zonta musste wenig später das Fahrzeug abstellen. An der Spitze des Feldes war Barrichello der Schnellste und holte auf Ralf Schumacher auf.
Im Mittelfeld gab es einen weiteren Kampf zwischen Olivier Panis und Jarno Trulli. Panis überholte Trulli, kam dabei aber von der Ideallinie ab und musste eine Schikane abkürzen. Beim Versuch zu kontern verlor Trulli die Kontrolle über sein Fahrzeug und drehte sich, er verlor dadurch einige Plätze.
In der zwölften Runde begannen die ersten Fahrer mit den Boxenstopps. Währenddessen hatte Häkkinen einen technischen Defekt und musste sein Fahrzeug abstellen. In der 15. Runde ging mit Barrichello der erste Fahrer der Spitzengruppe zu seinem Boxenstopp, was auf eine Zwei-Stopp-Strategie hindeutete. Kurz darauf gab es zwei weitere Ausfälle: Kimi Räikkönen und Irvine stellten ihre Fahrzeuge in der Boxengasse ab.
Nach seinem Boxenstopp war Barrichello erneut schnell unterwegs und schloss auf Coulthard auf. Wenige Runden später war er direkt hinter Coulthard und überholte ihn Eingangs des Motodroms.
In der 21. Runde kam der Führende Montoya zu seinem einzigen Stopp. Die Tankanlage funktionierte nicht ordnungsgemäß und man musste auf die Ersatzanlage wechseln. Dies kostete Montoya viel Zeit, sodass er hinter Barrichello aus der Boxengasse kam. Auch Michael Schumacher kam eine Runde später zu seinem Stopp, welcher ohne Probleme verlief. Schumacher kam hinter Barrichello auf die Strecke zurück. Beim Herausbeschleunigen aus der Boxenausfahrt hatte er allerdings einen technischen Defekt und musste seinen Ferrari am Fahrbahnrand abstellen. Ralf Schumacher kam indes zu seinem Boxenstopp. Dieses Mal gab es bei der Williams-Mannschaft keine Probleme, sodass Ralf Schumacher die Führung behielt.
Nach seinem schlechten Boxenstopp musste Montoya kurz danach sein Fahrzeug gänzlich abstellen, da es einen Defekt hatte. Dies war nicht der letzte technische Defekt an einem Boliden der Spitzengruppe: Coulthards Fahrzeug erlitt nach seinem Boxenstopp einen Motorschaden.
Barrichello kam in Runde 31 zu seinem zweiten Stopp. Auch bei ihm gab es Probleme mit der Tankanlage und er verlor viel Zeit. Da sein Vorsprung vor dem Stopp allerdings etwa eine Minute auf Jacques Villeneuve betrug, behielt er die zweite Position. Nach den Boxenstopps führte nun Ralf Schumacher vor Barrichello, Villeneuve, Giancarlo Fisichella, Jenson Button und Jean Alesi.
Bis zum Ende des Rennens änderte sich an dieser Reihenfolge nichts mehr und Ralf Schumacher feierte den dritten Sieg seiner Formel-1-Karriere. Für Villeneuve war es der letzte Podestplatz in seiner Formel-1-Karriere.
Sowohl in der Fahrer- als auch in der Konstrukteurswertung blieben die ersten drei Positionen unverändert.

## Meldeliste
| Team                        | Nr. | Fahrer               | Chassis        | Motor                 | Reifen |
| --------------------------- | --- | -------------------- | -------------- | --------------------- | ------ |
| Scuderia Ferrari Marlboro   | 01  | Michael Schumacher   | Ferrari F2001  | Ferrari 3.0 V10       | B      |
| Scuderia Ferrari Marlboro   | 02  | Rubens Barrichello   | Ferrari F2001  | Ferrari 3.0 V10       | B      |
| West McLaren Mercedes       | 03  | Mika Häkkinen        | McLaren MP4-16 | Mercedes-Benz 3.0 V10 | B      |
| West McLaren Mercedes       | 04  | David Coulthard      | McLaren MP4-16 | Mercedes-Benz 3.0 V10 | B      |
| BMW WilliamsF1 Team         | 05  | Ralf Schumacher      | Williams FW23  | BMW 3.0 V10           | M      |
| BMW WilliamsF1 Team         | 06  | Juan Pablo Montoya   | Williams FW23  | BMW 3.0 V10           | M      |
| Mild Seven Benetton Renault | 07  | Giancarlo Fisichella | Benetton B201  | Renault 3.0 V10       | M      |
| Mild Seven Benetton Renault | 08  | Jenson Button        | Benetton B201  | Renault 3.0 V10       | M      |
| Lucky Strike BAR Honda      | 09  | Olivier Panis        | BAR 003        | Honda 3.0 V10         | B      |
| Lucky Strike BAR Honda      | 10  | Jacques Villeneuve   | BAR 003        | Honda 3.0 V10         | B      |
| B&H Jordan Honda            | 11  | Ricardo Zonta        | Jordan EJ11    | Honda 3.0 V10         | B      |
| B&H Jordan Honda            | 12  | Jarno Trulli         | Jordan EJ11    | Honda 3.0 V10         | B      |
| Orange Arrows Asiatech      | 14  | Jos Verstappen       | Arrows A22     | Asiatech 3.0 V10      | B      |
| Orange Arrows Asiatech      | 15  | Enrique Bernoldi     | Arrows A22     | Asiatech 3.0 V10      | B      |
| Red Bull Sauber Petronas    | 16  | Nick Heidfeld        | Sauber C20     | Petronas 3.0 V10      | B      |
| Red Bull Sauber Petronas    | 17  | Kimi Räikkönen       | Sauber C20     | Petronas 3.0 V10      | B      |
| Jaguar Racing               | 18  | Eddie Irvine         | Jaguar R2      | Ford Cosworth 3.0 V10 | M      |
| Jaguar Racing               | 19  | Pedro de la Rosa     | Jaguar R2      | Ford Cosworth 3.0 V10 | M      |
| European Minardi F1         | 20  | Tarso Marques        | Minardi PS01   | European 3.0 V10      | M      |
| European Minardi F1         | 21  | Fernando Alonso      | Minardi PS01   | European 3.0 V10      | M      |
| Prost Acer                  | 22  | Jean Alesi           | Prost AP04     | Acer 3.0 V10          | M      |
| Prost Acer                  | 23  | Luciano Burti        | Prost AP04     | Acer 3.0 V10          | M      |

## Klassifikationen

### Qualifying
| Pos.                                                                   | Fahrer               | Konstrukteur     | Zeit     | Start |
| ---------------------------------------------------------------------- | -------------------- | ---------------- | -------- | ----- |
| 01                                                                     | Juan Pablo Montoya   | Williams-BMW     | 1:38,117 | 01    |
| 02                                                                     | Ralf Schumacher      | Williams-BMW     | 1:38,136 | 02    |
| 03                                                                     | Mika Häkkinen        | McLaren-Mercedes | 1:38,811 | 03    |
| 04                                                                     | Michael Schumacher   | Ferrari          | 1:38,941 | 04    |
| 05                                                                     | David Coulthard      | McLaren-Mercedes | 1:39,574 | 05    |
| 06                                                                     | Rubens Barrichello   | Ferrari          | 1:39,682 | 06    |
| 07                                                                     | Nick Heidfeld        | Sauber-Petronas  | 1:39,921 | 07    |
| 08                                                                     | Kimi Räikkönen       | Sauber-Petronas  | 1:40,072 | 08    |
| 09                                                                     | Pedro de la Rosa     | Jaguar-Cosworth  | 1:40,265 | 09    |
| 10                                                                     | Jarno Trulli         | Jordan-Honda     | 1:40,322 | 10    |
| 11                                                                     | Eddie Irvine         | Jaguar-Cosworth  | 1:40,371 | 11    |
| 12                                                                     | Jacques Villeneuve   | BAR-Honda        | 1:40,437 | 12    |
| 13                                                                     | Olivier Panis        | BAR-Honda        | 1:40,610 | 13    |
| 14                                                                     | Jean Alesi           | Prost-Acer       | 1:40,724 | 14    |
| 15                                                                     | Ricardo Zonta        | Jordan-Honda     | 1:41,174 | 15    |
| 16                                                                     | Luciano Burti        | Prost-Acer       | 1:41,213 | 16    |
| 17                                                                     | Giancarlo Fisichella | Benetton-Renault | 1:41,299 | 17    |
| 18                                                                     | Jenson Button        | Benetton-Renault | 1:41,438 | 18    |
| 19                                                                     | Enrique Bernoldi     | Arrows-Asiatech  | 1:41,668 | 19    |
| 20                                                                     | Jos Verstappen       | Arrows-Asiatech  | 1:41,870 | 20    |
| 21                                                                     | Fernando Alonso      | Minardi-European | 1:41,913 | 21    |
| 22                                                                     | Tarso Marques        | Minardi-European | 1:42,716 | 22    |
| 107-Prozent-Zeit: 1:44,986 min (bezogen auf Bestzeit von 1:38,117 min) |                      |                  |          |       |

### Rennen
| Pos. | Fahrer               | Konstrukteur     | Runden | Stopps | Zeit        | Start | Schnellste Runde |
| ---- | -------------------- | ---------------- | ------ | ------ | ----------- | ----- | ---------------- |
| 01   | Ralf Schumacher      | Williams-BMW     | 45     | 1      | 1:18:17,873 | 02    | 1:42,048 (17.)   |
| 02   | Rubens Barrichello   | Ferrari          | 45     | 2      | + 46,117    | 06    | 1:42,638 (10.)   |
| 03   | Jacques Villeneuve   | BAR-Honda        | 45     | 1      | + 1:02,806  | 12    | 1:43,448 (21.)   |
| 04   | Giancarlo Fisichella | Benetton-Renault | 45     | 1      | + 1:03,477  | 17    | 1:43,999 (34.)   |
| 05   | Jenson Button        | Benetton-Renault | 45     | 1      | + 1:05,454  | 18    | 1:44,051 (31.)   |
| 06   | Jean Alesi           | Prost-Acer       | 45     | 1      | + 1:05,950  | 14    | 1:44,135 (42.)   |
| 07   | Olivier Panis        | BAR-Honda        | 45     | 2      | + 1:17,527  | 13    | 1:43,329 (30.)   |
| 08   | Enrique Bernoldi     | Arrows-Asiatech  | 44     | 2      | + 1 Runde   | 19    | 1:44,785 (31.)   |
| 09   | Jos Verstappen       | Arrows-Asiatech  | 44     | 2      | + 1 Runde   | 20    | 1:44,681 (35.)   |
| 10   | Fernando Alonso      | Minardi-European | 44     | 2      | + 1 Runde   | 21    | 1:45,908 (04.)   |
| –    | Jarno Trulli         | Jordan-Honda     | 34     | 1      | DNF         | 10    | 1:43,740 (33.)   |
| –    | David Coulthard      | McLaren-Mercedes | 27     | 1      | DNF         | 05    | 1:43,571 (26.)   |
| –    | Tarso Marques        | Minardi-European | 26     | 1      | DNF         | 22    | 1:46,013 (12.)   |
| –    | Juan Pablo Montoya   | Williams-BMW     | 24     | 1      | DNF         | 01    | 1:41,808 (20.)   |
| –    | Michael Schumacher   | Ferrari          | 23     | 1      | DNF         | 04    | 1:42,853 (21.)   |
| –    | Luciano Burti        | Prost-Acer       | 23     | 0      | DNF         | 16    | 1:44,683 (17.)   |
| –    | Kimi Räikkönen       | Sauber-Petronas  | 16     | 0      | DNF         | 08    | 1:44,365 (10.)   |
| –    | Eddie Irvine         | Jaguar-Cosworth  | 16     | 1      | DNF         | 11    | 1:44,415 (11.)   |
| –    | Mika Häkkinen        | McLaren-Mercedes | 13     | 0      | DNF         | 03    | 1:43,516 (04.)   |
| –    | Ricardo Zonta        | Jordan-Honda     | 7      | 1      | DNF         | 15    | 1:45,591 (04.)   |
| –    | Nick Heidfeld        | Sauber-Petronas  | 0      | 0      | DNF         | 07    | –                |
| –    | Pedro de la Rosa     | Jaguar-Cosworth  | 0      | 0      | DNF         | 09    | –                |

## WM-Stände nach dem Rennen
Die ersten sechs des Rennens bekamen 10, 6, 4, 3, 2 bzw. 1 Punkt(e).

### Fahrerwertung
| Pos. | Fahrer                | Konstrukteur     | Punkte |
| ---- | --------------------- | ---------------- | ------ |
| 01   | Michael Schumacher    | Ferrari          | 84     |
| 02   | David Coulthard       | McLaren-Mercedes | 47     |
| 03   | Ralf Schumacher       | Williams-BMW     | 41     |
| 04   | Rubens Barrichello    | Ferrari          | 40     |
| 05   | Mika Häkkinen         | McLaren-Mercedes | 19     |
| 06   | Juan Pablo Montoya    | Williams-BMW     | 15     |
| 07   | Jacques Villeneuve    | BAR-Honda        | 11     |
| 08   | Nick Heidfeld         | Sauber-Petronas  | 10     |
| 09   | Kimi Räikkönen        | Sauber-Petronas  | 9      |
| 10   | Jarno Trulli          | Jordan-Honda     | 9      |
| 11   | Heinz-Harald Frentzen | Jordan-Honda     | 6      |
| 12   | Olivier Panis         | BAR-Honda        | 5      |

| Pos. | Fahrer               | Konstrukteur               | Punkte |
| ---- | -------------------- | -------------------------- | ------ |
| 13   | Eddie Irvine         | Jaguar-Cosworth            | 4      |
| 14   | Giancarlo Fisichella | Benetton-Renault           | 4      |
| 15   | Jean Alesi           | Prost-Acer                 | 4      |
| 16   | Jenson Button        | Benetton-Renault           | 2      |
| 17   | Jos Verstappen       | Arrows-Asiatech            | 1      |
| 18   | Pedro de la Rosa     | Jaguar-Cosworth            | 1      |
| 19   | Ricardo Zonta        | Jordan-Honda               | 0      |
| 20   | Luciano Burti        | Jaguar-Cosworth/Prost-Acer | 0      |
| 21   | Enrique Bernoldi     | Arrows-Asiatech            | 0      |
| 22   | Tarso Marques        | Minardi-European           | 0      |
| 23   | Fernando Alonso      | Minardi-European           | 0      |
| 24   | Gastón Mazzacane     | Prost-Acer                 | 0      |

### Konstrukteurswertung
| Pos. | Konstrukteur     | Punkte |
| ---- | ---------------- | ------ |
| 01   | Ferrari          | 124    |
| 02   | McLaren-Mercedes | 66     |
| 03   | Williams-BMW     | 56     |
| 04   | Sauber-Petronas  | 19     |
| 05   | BAR-Honda        | 16     |
| 06   | Jordan-Honda     | 15     |

| Pos. | Konstrukteur     | Punkte |
| ---- | ---------------- | ------ |
| 07   | Benetton-Renault | 6      |
| 08   | Jaguar-Cosworth  | 5      |
| 09   | Prost-Acer       | 4      |
| 10   | Arrows-Asiatech  | 1      |
| 11   | Minardi-European | 0      |